# Gennadi Zjoeganov

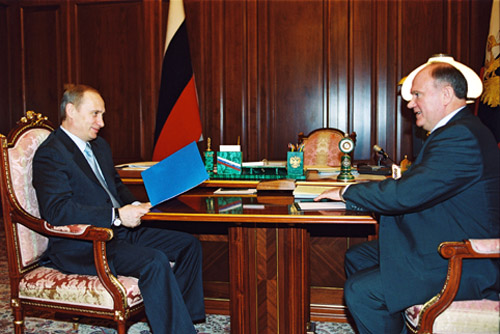
Vladimir Poetin en Zjoeganov

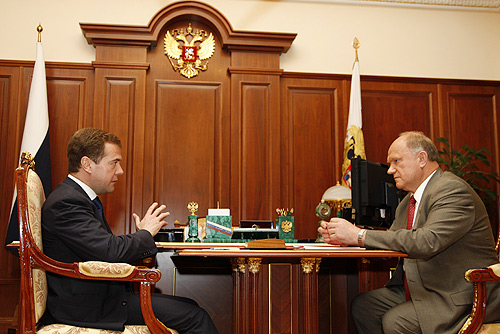
Dimitri Medvedev en Zjoeganov

Gennadi Andrejevitsj Zjoeganov (Russisch: Геннадий Андреевич Зюганов) (Mymrino (oblast Orjol), 26 juni 1944) is een Russisch politicus, secretaris-generaal van de Communistische Partij van de Russische Federatie (vanaf 1993).
Daarnaast is hij voorzitter van de Unie van Communistische Partijen - Communistische Partij van de Sovjet-Unie (UCP-CPSU) (sinds 2001), afgevaardigde van de Staatsdoema (sinds 1993) en lid van de Parlementaire Vergadering van de Raad van Europa (sinds 1996).

## Vroeger
Zjoeganov werd geboren in Mymrino, een boerendorp in Oblast Orjol, ten zuiden van Moskou. Zijn eerste baan na het behalen van de middelbare school was een aanstelling als leraar natuurkunde in 1961.
In 1962 schreef hij zich in bij het departement Natuurkunde en Wiskunde van Oryol Pedagogisch Instituut. Van 1963 tot 1966 diende hij in een straling, chemische en biologische Inlichtingen Eenheid van Sovjet-troepen in Duitsland. Zjoeganov werd lid van de Communistische Partij van de Sovjet-Unie in 1966.
Hij keerde terug naar de lerarenschool in 1966. Hij was drie jaar ouder dan de meeste klasgenoten, hij was al een partijlid, een positie van prestige, hij was een populaire school atleet. Bij zijn terugkeer trouwde hij met zijn vrouw, Nadezhda. Hij voltooide zijn studie in 1969.

## Partijwerk
Zjoeganov doceerde wiskunde maar ging al snel werk doen voor de partij in Oblast Orjol, waarmee hij begon in 1967. Hij werd secretaris-generaal van de lokale Komsomol en de regionale leider voor ideologie en propaganda. Hij ontpopte zich al snel tot een populair politicus in het gebied. Onder de vele andere functies, organiseerde Zjoeganov feesten als lokale Komsomol leider terwijl hij steeg in rangen in het uitgebreide partijnetwerk. Zjoeganov was gestegen tot tweede secretaris-generaal van de partij in Oblast Orjol.
Hij schreef zich in bij een elite-partijschool in Moskou, de Academie voor Sociale Wetenschappen in 1978. Hij keerde later terug naar Orjol en werd de regionale partijleider voor ideologie en propaganda en bleef dat tot 1983. In 1983 kreeg hij een hoge positie in Moskou als instructeur in de Communistische Partij propaganda-afdeling.
Zjoeganov was een toonaangevend criticus van de Sovjet-leider Michail Gorbatsjov en zijn perestrojka en glasnost in Agitprop (Agitatie- en propaganda-afdeling van de partij) (later de ideologische divisie), een broeinest van verzet tegen de hervormingen. Naarmate de partij begon af te brokkelen in de late jaren 80, werd Zjoeganov leider van de hardliners tegen de hervormingen die uiteindelijk zouden uitmonden in het einde van de CPSU en de ontbinding van de Sovjet-Unie. In mei 1991 publiceerde hij een fel en kritisch stuk over Aleksandr Jakovlev.

## Leider van de Communistische Partij van de Russische Federatie
Zjoeganov schreef een aantal invloedrijke artikelen in de vroege jaren 90 die Boris Jeltsin aanvielen en pleitte voor een terugkeer naar het socialisme van de pre-Gorbatsjov dagen. In juli 1991 ondertekende hij de Een woord naar het volk verklaring. Toen de Communistische Partij van de Sovjet-Unie werd verboden, hielp Zjoeganov de nieuwe Communistische Partij van de Russische Federatie (CPRF/KPRF) oprichten.
Al snel ontpopte hij zich tot de leider van de oppositie van post-communistisch Rusland, Zjoeganov legde de nadruk op de algemene daling van de levensstandaard na de ontmanteling van het Sovjetsocialisme. De economische macht werd geconcentreerd in de handen van een klein deel van de bevolking, de gewelddadige criminaliteit nam toe en etnische groepen in Rusland begonnen met campagnes, soms gewelddadig, om autonomie te winnen. Dus werd er in Rusland veel terugverlangd naar een terugkeer naar de dagen van het socialisme, toen een sterke centrale regering de persoonlijke en economische veiligheid garandeerde.
In de parlementsverkiezingen van 1993 en 1995 won de Communistische Partij van de Russische Federatie veel zetels en zijn leider, Gennadi Zjoeganov, ontpopte zich als een serieuze uitdager van president Boris Jeltsin.

### Russische presidentsverkiezingen van 1996
Zjoeganov deed mee aan de presidentsverkiezingen van 1996, onder naam van de Communistische Partij van de Russische Federatie. In de peilingen voor de presidentsverkiezingen van 1996 leek het er op dat hij ging winnen, waardoor Jeltsin en de zes leidende mediabazen een deal sloten waardoor er in de Russische kranten en televisiezenders groots propaganda werd gemaakt voor Boris Jeltsin. Bij de eerst ronde op 16 juni eindigde Zjoeganov als tweede met 32%, Jeltsin kreeg 35%. Bij de tweede ronde kreeg volgens de officiële uitslag Jeltsin 53,8% en Zjoeganov 40,3%.

### Na 1996
Politieke waarnemers suggereerden dat Zjoeganov nog steeds een kracht was om rekening mee te houden in de Russische politiek en dat hij ging proberen om van de KPRF een sterke oppositiepartij te maken. Maar in de  parlementsverkiezingen van 1999, werd het aantal van de communistische zetels in de Doema verminderd. De communistische kansen werden minder, gezien de brede electorale steun op dat moment voor een invasie van de regering in Tsjetsjenië in september 1999 en de populariteit van Jeltsins nieuwe premier, Vladimir Poetin, die alom werd gezien als opvolger van de zieke Jeltsin.
Zjoeganov kwam op de tweede plaats achter Poetin in de presidentsverkiezingen van 2000. In 2004 nam Zjoeganov niet eens de moeite om zich verkiesbaar te stellen tegen Poetin, die verzekerd was van een overweldigende herverkiezing.
Zjoeganov is ook voorzitter van de Unie van Communistische Partijen - Communistische Partij van de Sovjet-Unie (UCP-CPSU) sinds 2001, ter vervanging van Oleg Sjenin.

### Russische presidentsverkiezingen van 2008
In januari 2008 daagde Zjoeganov Dmitri Medvedev, de opvolger van Poetin, uit in een open, door de televisie uitgezonden debat, maar Medvedev weigerde om deel te nemen, vanwege "tijdgebrek".
In de frauduleuze presidentsverkiezingen op 2 maart 2008 kreeg Zjoeganov volgens de officiële uitslag 17,76% van de stemmen en werd tweede, Medvedev kreeg 70,23%.

### Na 2008
Ter gelegenheid van de 65e verjaardag van Zjoeganov in juni 2009 gaf toenmalig premier Poetin hem een kopie van de eerste Sovjet-editie van het Communistisch Manifest, hetgeen Zjoeganov emotioneerde.
Na de jaarlijkse toespraak van Poetin in de Staatsdoema op 20 april 2011 bekritiseerde Zjoeganov de onvoldoende omgang met de economische achteruitgang in Rusland en waarschuwde dat "Als de [parlementaire en presidentiële] verkiezingen net zo frauduleus zouden zijn als voorheen, de situatie zich zal ontwikkelen naar Noord-Afrikaanse scenario's.". Zjoeganov stelde de fraude aan de kaak tijdens de parlementsverkiezingen van 2011.

### Russische presidentsverkiezingen van 2012
In september 2011 werd Zjoeganov weer de kandidaat van de KPRF voor de presidentsverkiezingen van 2012. Volgens Zjoeganov, "heeft een bende mensen die niet kunnen leven zonder dollars, winst en mompelen het land vernederd" en hij riep op tot een nieuwe internationale alliantie "tegen de agressieve politiek van de imperialistische kringen.".
In de presidentsverkiezingen op 4 maart 2012 kwam hij opnieuw op de tweede plaats en ontving volgens de officiële uitslag 17% van de stemmen.
In maart 2018 zal Zjoeganov niet meer opkomen bij de presidentsverkiezingen. Het XVIIe Congres van de Russische Communistische Partij nomineerde op 23 december 2017 de ondernemer Pavel Groedinin als kandidaat. Wel zal Zjoeganov als hoofd van het campagneteam nog een grote rol achter de schermen spelen.
- Bibsys: 4093108
- Bibliothèque nationale de France: cb13523201g (data)
- CiNii: DA10459391
- Gemeinsame Normdatei: 119342987
- International Standard Name Identifier: 0000 0001 1607 2381
- Library of Congress Control Number: n86150018
- Bibliotheek van het Japanse parlement: 00517148
- Nationale Bibliotheek van Tsjechië: js20020925270
- Nationale Bibliotheek van Israël: 987007299258805171
- Nederlandse Thesaurus van Auteursnamen: 121612244
- Réseau des bibliothèques de Suisse occidentale: 02-A021749689
- SNAC: w62d3cqp
- Système universitaire de documentation: 118347209
- Virtual International Authority File: 22949121
- WorldCat: E39PBJxhtB9Bd8wb3rq4r8dbBP